# Yavarí
Lo Yavarí (Río Yavarí in spagnolo) è un fiume dell'America meridionale, lungo 1.050 km. Nasce in Perù e per un lungo tratto segna il confine tra questo e il Brasile, quindi entra nello Stato brasiliano di Amazonas per poi sfociare nel Rio delle Amazzoni.